# Campeonato da Europa de Atletismo de 2022 - 200 m feminino
A prova dos 200 metros feminino do Campeonato da Europa de Atletismo de 2022 foi disputada nos dias 18 e 19 de agosto de 2022, no Estádio Olímpico de Munique, em Munique na Alemanha. 

## Recordes
Antes desta competição, os recordes mundiais e do campeonato nesta prova eram os seguintes:
|                       | Nome                     | Nacionalidade  | Tempo  | Local     | Data                   |
| --------------------- | ------------------------ | -------------- | ------ | --------- | ---------------------- |
| Recorde mundial       | Florence Griffith Joyner | Estados Unidos | 21s 34 | Seul      | 29 de setembro de 1988 |
| Recorde europeu       | Dafne Schippers          | Países Baixos  | 21s 63 | Pequim    | 28 de agosto de 2015   |
| Recorde do campeonato | Heike Drechsler          | Alemanha       | 21s 71 | Estugarda | 29 de agosto de 1986   |

## Medalhistas
| Ouro                    | Prata                  | Bronze             |
| Mujinga Kambundji (SUI) | Dina Asher-Smith (GBR) | Ida Karstoft (DEN) |

## Cronograma
Todos os horários são locais (UTC+2).
| Data         | Hora  | Evento    |
| ------------ | ----- | --------- |
| 18 de agosto | 13:05 | Bateria   |
| 18 de agosto | 20:54 | Semifinal |
| 19 de agosto | 22:22 | Final     |

## Resultados

### Bateria
Qualificação:4 atletas de cada bateria (Q) mais os 4 melhores qualificados (q). Os 8 atletas mais bem posicionados se classificaram diretamente para as semifinais.
Vento: 
Bateria 1: +0.3 m/s, Bateria 2: +0.9 m/s, Bateria 3: +0.5 m/s
| Posição | Bateria | Raia | Atleta                    | Nacionalidade | Tempo | Notas  |
| ------- | ------- | ---- | ------------------------- | ------------- | ----- | ------ |
| 1       | 1       | 2    | Jodie Williams            | Reino Unido   | 22.92 | Q,     |
| 2       | 3       | 5    | Shana Grebo               | França        | 23.00 | Q      |
| 3       | 2       | 4    | Jamile Samuel             | Países Baixos | 23.00 | Q      |
| 4       | 3       | 6    | Imke Vervaet              | Bélgica       | 23.05 | Q, =   |
| 5       | 1       | 5    | Delphine Nkansa           | Bélgica       | 23.08 | Q      |
| 6       | 2       | 6    | Lorène Bazolo             | Portugal      | 23.12 | Q      |
| 7       | 2       | 8    | Jessica-Bianca Wessolly   | Alemanha      | 23.14 | Q,     |
| 8       | 3       | 2    | Alexandra Burghardt       | Alemanha      | 23.16 | Q      |
| 9       | 3       | 7    | Lisa Lilja                | Suécia        | 23.20 | Q      |
| 10      | 1       | 8    | Gémima Joseph             | França        | 23.21 | Q      |
| 11      | 3       | 4    | Nikola Horowska           | Polónia       | 23.32 | q      |
| 12      | 3       | 6    | Irene Siragusa            | Itália        | 23.36 | q      |
| 13      | 1       | 8    | Artemis Melina Anastasiou | Grécia        | 23.38 | Q      |
| 14      | 3       | 8    | Léonie Pointet            | Suíça         | 23.39 | q      |
| 15      | 2       | 2    | Olivia Fotopoulou         | Chipre        | 23.40 | Q      |
| 16      | 1       | 3    | Susanne Walli             | Áustria       | 23.45 | q      |
| 17      | 1       | 1    | Marika Popowicz-Drapała   | Polónia       | 23.47 |        |
| 18      | 2       | 5    | Anniina Kortetmaa         | Finlândia     | 23.60 |        |
| 19      | 2       | 7    | Julia Henriksson          | Suécia        | 23.62 |        |
| 20      | 1       | 4    | Vittoria Fontana          | Itália        | 23.63 |        |
| 21      | 2       | 3    | Lucía Carrillo            | Espanha       | 23.64 |        |
| 22      | 3       | 1    | Elisabeth Slettum         | Noruega       | 23.67 |        |
| 23      | 1       | 7    | Martina Hofmanová         | Chéquia       | 23.73 |        |
| 24      | 2       | 1    | Beth Dobbin               | Reino Unido   | DSQ   | TR16.8 |

### Semifinal
Qualificação:2 atletas de cada bateria (Q) mais os 2 melhores qualificados (q). Os 8 mais bem classificados se juntaram aos 16 atletas classificados na fase anterior.
Vento:
Bateria 1: -0,3 m/s, Bateria 2: 0,0 m/s, Bateria 3: +0,3 m/s
| Posição | Bateria | Raia | Atleta                    | Nacionalidade | Tempo | Notas |
| ------- | ------- | ---- | ------------------------- | ------------- | ----- | ----- |
| 1       | 2       | 4    | Dina Asher-Smith          | Reino Unido   | 22.53 | Q     |
| 2       | 1       | 6    | Ida Karstoft              | Dinamarca     | 22.73 | Q     |
| 3       | 3       | 3    | Mujinga Kambundji         | Suíça         | 22.76 | Q     |
| 4       | 2       | 3    | Lieke Klaver              | Países Baixos | 22.92 | Q     |
| 5       | 1       | 3    | Jodie Williams            | Reino Unido   | 23.03 | Q     |
| 6       | 2       | 7    | Alexandra Burghardt       | Alemanha      | 23.05 | q     |
| 7       | 2       | 6    | Dalia Kaddari             | Itália        | 23.06 | q     |
| 8       | 1       | 4    | Jamile Samuel             | Países Baixos | 23.13 |       |
| 9       | 3       | 5    | Shana Grebo               | França        | 23.13 | Q     |
| 10      | 3       | 6    | Paula Sevilla             | Espanha       | 23.19 |       |
| 11      | 3       | 3    | Delphine Nkansa           | Bélgica       | 23.28 |       |
| 12      | 1       | 7    | Olivia Fotopoulou         | Chipre        | 23.33 |       |
| 13      | 2       | 8    | Gémima Joseph             | França        | 23.36 |       |
| 14      | 2       | 1    | Lorène Bazolo             | Portugal      | 23.43 |       |
| 15      | 1       | 5    | Corinna Schwab            | Alemanha      | 23.44 |       |
| 16      | 3       | 8    | Irene Siragusa            | Itália        | 23.46 |       |
| 17      | 3       | 2    | Jessica-Bianca Wessolly   | Alemanha      | 23.47 |       |
| 18      | 1       | 8    | Imke Vervaet              | Bélgica       | 23.48 |       |
| 19      | 2       | 2    | Artemis Melina Anastasiou | Grécia        | 23.60 |       |
| 20      | 2       | 5    | Nikola Horowska           | Polónia       | 23.62 |       |
| 21      | 3       | 1    | Susanne Walli             | Áustria       | 23.73 |       |
| 22      | 1       | 2    | Léonie Pointet            | Suíça         | 23.77 |       |
| 23      | 1       | 1    | Lisa Lilja                | Suécia        | 23.96 |       |
| 24      | 3       | 4    | Daryll Neita              | Reino Unido   | DNS   | DNS   |

### Final
A final ocorreu no dia 19 de agosto às 22:22.
Vento: +0,4 m / s
| Posição           | Raia | Atleta              | Nacionalidade | Tempo | Notas                |
| ----------------- | ---- | ------------------- | ------------- | ----- | -------------------- |
| Medalha de ouro   | 3    | Mujinga Kambundji   | Suíça         | 22.32 |                      |
| Medalha de prata  | 5    | Dina Asher-Smith    | Reino Unido   | 22.43 |                      |
| Medalha de bronze | 6    | Ida Karstoft        | Dinamarca     | 22.72 |                      |
| 4                 | 8    | Jodie Williams      | Reino Unido   | 22.85 | Recorde da temporada |
| 5                 | 4    | Lieke Klaver        | Países Baixos | 22.88 |                      |
| 6                 | 7    | Shana Grebo         | França        | 23.06 |                      |
| 7                 | 2    | Dalia Kaddari       | Itália        | 23.19 |                      |
| 8                 | 1    | Alexandra Burghardt | Alemanha      | 23.24 |                      |

Legenda
| Recorde mundial       | Recorde mundial (World record)               |                       | Recorde africano                      | Recorde africano (African) |                                           | Q | Classificado por posição (Qualified) |
| Recorde do campeonato | Recorde do campeonato (Championship record)  | Recorde da América    | Recorde da América (Americas)         | q                          | Classificado por melhor tempo (Qualified) |   |                                      |
| Melhor marca do ano   | Melhor marca do ano (World leading)          | Recorde asiático      | Recorde asiático (Asian)              | DNS                        | Não largou (Did not start)                |   |                                      |
| Recorde nacional      | Recorde nacional (National record)           | Recorde europeu       | Recorde europeu (European)            | DNF                        | Não terminou (Did not finish)             |   |                                      |
| Recorde pessoal       | Recorde pessoal do atleta (Personal best)    | Recorde da Oceania    | Recorde da Oceania (Oceania)          | DSQ / DQ                   | Desclassificado (Disqualified)            |   |                                      |
| Recorde da temporada  | Recorde da temporada do atleta (Season best) | Recorde sul-americano | Recorde sul-americano (South America) | NM                         | Sem marca (No mark)                       |   |                                      |